# الزاوية (بوعرك)
الزاوية هو دُوَّار يقع بجماعة بوعرك، إقليم الناظور، جهة الشرق في المملكة المغربية. ينتمي الدوّار لمشيخة بوعرك التي تضم 9 دواوير. يقدر عدد سكانه بـ 3279 نسمة حسب الإحصاء الرسمي للسكان والسكنى لسنة 2004.

## روابط خارجية
- البوابة الوطنية للجماعات الترابية
- المندوبية السامية للتخطيط